# Earl of Macclesfield

Wappen der Earls of Macclesfield (zweiter Verleihung)

Earl of Macclesfield ist ein erblicher britischer Adelstitel, der je einmal in der Peerage of England und einmal in der Peerage of Great Britain geschaffen wurde und nach der Stadt Macclesfield benannt ist.

## Verleihungen
In erster Verleihung wurde der Titel am 23. Juli 1679 in der Peerage of England an Charles Gerard, 1. Baron Gerard. Zusammen mit dem Earldom wurde ihm der nachgeordnete Titel Viscount Brandon, of Brandon in the County of Suffolk, verliehen. Bereits am 8. November 1645 war ihm, ebenfalls in der Peerage of England, der Titel Baron Gerard, of Brandon in the County of Suffolk, verliehen worden. Die Titel erloschen beim Tod seines jüngeren Sohnes, des 3. Earls, am 26. Dezember 1702.
In zweiter Verleihung wurde am 15. November 1721 in der Peerage of Great Britain der Titel Earl of Macclesfield, in the County Palatine of Chester, für Thomas Parker, 1. Baron Parker, neu geschaffen. Zusammen mit dem Earldom wurde ihm der nachgeordnete Titel Viscount Parker, of Ewelm in the County of Oxford, verliehen. Bereits am 10. März 1716 war ihm, ebenfalls in der Peerage of England, der Titel Baron Parker, of Macclesfield in the County Palatine of Chester, verliehen worden. Im Gegensatz zur Baronie wurden das Earldom und die Viscountcy mit dem besonderen Vermerk verliehen, dass sie in Ermangelung männlicher Nachkommen auch an seine Tochter Elizabeth, die Gattin des Sir William Heathcote, 1. Baronet of Hursley Park, und deren männliche Nachkommen vererbbar sei. Da er bis heute Nachkommen in männlicher Linie hat, kam diese Erbregelung bisher nicht zur Anwendung. Aktueller Titelinhaber ist sein Ur-ur-ur-ur-urenkel, der 9. Earl.
Stammsitz der Earls zweiter Verleihung war Shirburn Castle in Shirburn in Oxfordshire.

## Liste der Earls of Macclesfield

### Earls of Macclesfield, erste Verleihung (1679)
- Charles Gerard, 1. Earl of Macclesfield (1618–1694)
- Charles Gerard, 2. Earl of Macclesfield (1659–1701)
- Fitton Gerard, 3. Earl of Macclesfield (1665–1702)

### Earls of Macclesfield, zweite Verleihung (1721)
- Thomas Parker, 1. Earl of Macclesfield (1667–1732)
- George Parker, 2. Earl of Macclesfield (um 1697–1764)
- Thomas Parker, 3. Earl of Macclesfield (1723–1795)
- George Parker, 4. Earl of Macclesfield (1755–1842)
- Thomas Parker, 5. Earl of Macclesfield (1763–1850)
- Thomas Parker, 6. Earl of Macclesfield (1811–1896)
- George Parker, 7. Earl of Macclesfield (1888–1975)
- George Parker, 8. Earl of Macclesfield (1914–1992)
- Richard Parker, 9. Earl of Macclesfield (* 1943)

Mutmaßlicher Titelerbe (Heir Presumptive) ist der Bruder des aktuellen Titelinhabers Hon. David Parker (* 1945).